# Randia nelsonii
Randia nelsonii är en måreväxtart som beskrevs av Jesse More Greenman. Randia nelsonii ingår i släktet Randia och familjen måreväxter. Inga underarter finns listade i Catalogue of Life.